# Katsura-otoko

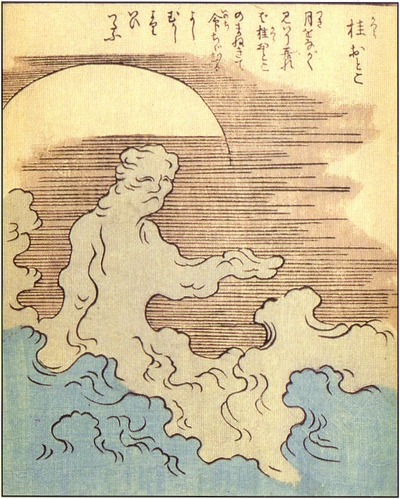
Illustration du katsura-otoko issue du Ehon Hyaku monogatari.

Le katsura-otoko (桂男, かつらおとこ), littéralement « l'homme du katsura », est une créature fictive du folklore japonais appartenant au groupe des yōkai.

## Description
Le katsura-otoko est décrit comme un homme d'une beauté inégalée résidant sur la Lune. Lors des nuits baignées de la lueur de la Lune, il apparaît silencieusement et observe ceux qui l'admire. Sa beauté est si envoûtante que les observateurs peuvent avoir du mal à détourner le regard. Ceux qui le fixent trop longtemps verront alors la main du katsura-otoko s’étendre vers eux, les invitant à le rejoindre. À chaque mouvement de sa main, l’espérance de vie de ses victimes s’amenuise. Une contemplation prolongée peut même provoquer la mort instantanée des victimes.

## Origines
Le nom katsura-otoko vient de l’arbre katsura (Cercidiphyllum japonicum) et serait issu d’une ancienne légende chinoise selon laquelle ces arbres poussent sur la Lune. Dans cette histoire, le katsura-otoko est un homme vivant sur la Lune, passant chaque nuit à abattre un immense katsura. À mesure qu’il le taille, la Lune rétrécit peu à peu, expliquant ainsi la diminution progressive de sa taille au fil de ses phases.
Au Japon, la Lune est représentée par le dieu Tsukuyomi (月読). Dans une légende, Tsukuyomi assassine la déesse de la nourriture, Ukemochi, (保食神), ce qui renforce l’association entre la Lune et la mort dans la culture japonaise. Bien que le katsura-otoko ne soit pas directement lié avec le dieu Tsukuyomi, ce parallèle pourrait expliquer l’origine de la croyance selon laquelle ce yōkai lunaire absorbe la vie de ceux qui le contemplent, sans raison apparente,.